# Herbert Hoover
Herbert Clark Hoover (10. kolovoza 1874. – 20. listopada 1964.) je bio američki rudarski inženjer, humanitarni aktivist i političar, najpoznatiji po tome što je bio 31. predsjednik SAD, odnosno po tome što je za vrijeme njegovog mandata izbila Velika ekonomska kriza.

## Životopis
Herbert Clark Hoover se rodio u kvekerskoj porodici njemačkog porijekla. U djetinjstvu su mu umrla oba roditelja pa se preselio kod svog ujaka u Oregon, gdje je, radeći kao pomoćnik u njegovoj građevinskoj tvrtki, stekao sklonost prema inženjerstvu.
Godine 1891. Hoover je bio član prve klase studenata na novootvorenom univerzitetu Stanford u Kaliforniji. Tamo je stekao prvo političko iskustvo kao predsjednik studentskog odbora, ali pokazao i administrativne sposobnosti kao voditelj studentskih financija.
Godine 1895. Hoover je diplomirao geologiju, te je nakon bezuspješnih pokušaja da kao rudarski inženjer nađe posao u Americi unajmljen od britanske rudarske kompanije Bewick, Mering & Co. Godine 1897. ta ga je kompanija poslala u Zapadnu Australiju gdje je vodio njihove rudnike. 1899. godine je poslan da nadgleda rudnike ugljena u Kini. 
Prije odlaska u Kinu Hoover se oženio za bankarsku kći Lou Henry. Nakon što su Hooverovi došli u Kinu, tamo je izbio bokserski ustanak. Hoover je morao prekinuti rad u rudniku kako bi se od bokserskih pobunjenika zajedno sa stotinama zapadnjaka sklonio u Tientsin pod zaštitu malog garnizona sastavljenog od raznih europskih vojski. Hoover je tamo svoje inženjerijske vještine stavio na raspolaganje braniteljima, te organizirao fortifikaciju garnizona. Istovremeno su se i on i supruga po prvi put susreli s raznim logističkim i drugim problemima koji muče civilno stanovništvo za vrijeme rata. 
Hooverovi su izbavljeni, a bokserski ustanak krvavo ugušen. Godine 1901. Hoover se vratio u Kinu kako bi i dalje nadgledao rad u rudniku. Po povratku u SAD je nastavio raditi kao rudarski inženjer, te stekao veliki ugled zbog svojih inovacija kojima je bitno poboljšana efikasnost u radu rudnika.
Hooverovi su s vremenom zaradili dovoljno novaca da se počnu baviti s onime što ih je daleko više zaokupljalo - humanitarnim radom. Pri tome je Hoover ponovno pokazao izvrsne organizacijske sposobnosti. Prva prilika za to je bilo izbijanje prvog svjetskog rata.
Hoover je prvo organizirao spektakularnu evakuaciju američkih državljana iz zaraćenih europskih država, a potom se stavio na čelo Komisije za pomoć Belgiji, čiji je cilj bio nahraniti stanovništvo te države pod njemačkom okupacijom. Njegove aktivnosti, uključujući cijeli niz diplomatskih misija, su ga učinile jednim od najuglednijih ličnosti tadašnjeg svijeta. 
Godine 1917., nakon što su SAD ušle u rat, Hooverov talent za administraciju je prepoznao i predsjednik Wilson. Hoover je imenovan načelnikom federalne Uprave za ishranu, te se iskazao time što je spriječio ratom izazvane poremećaje na američkom tržištu prehrambenih proizvoda.
Nakon završetka rata, Hoover je otišao u Europu na čelu Američke misije za pomoć, humanitarne organizacije kojoj je svrha bila zaustaviti ratom izazvanu glad u Centralnoj Europi. Kasnije je misija nastavila rad u boljševičkoj Rusiji, gdje je početkom 1920-ih izbila velika glad izazvana građanskim ratom. Hoover je također to vrijeme proveo skupljajući sve dostupne dokumente, novinske članke i druge podatke o prvom svjetskom ratu, te se Hooverova biblioteka smatra jednim od najvrjednijih izvora za povijest Europe u tom razdoblju.
Iako su neki krugovi u američkoj Demokratskoj stranci prije izbora 1920. godine bili razmišljali o Hooveru kao predsjedničkom kandidatu, on se umjesto toga izjasnio kao pristaša republikanca Warrena G. Hardinga. Nakon što je izabran, Harding ga je imenovao tajnikom za trgovinu u njegovoj administraciji.
Hoover se vrlo brzo nametnuo kao jedan od najuglednijih i najsposobnijih članova Hardingove, a potom i Coolidgeove administracije. Napustivši stav svojih prethodnika, koji su u velikim kompanijama vidjeli neprijatelje, Hoover je Ministarstvo trgovine transformirao u tijelo koje je, po njegovoj zamisli, trebalo surađivati s američkim poslovnim svijetom. U tu svrhu je uložio veliki napor da se promovira slobodna trgovina, odnosno američki proizvodi po svijetu.
Dok je takva praksa bila u skladu s tada dominantnom laissez faire ideologijom republikanskih administracija, Hoover je također poticao i progresivne reforme. Tako su uvedeni proizvodni standardi u cijelom nizu industrija, uključujući radio i avijaciju. Hoover se javnosti konačno nametnuo nakon velike poplave Mississippija godine 1927. Tada je uspješno rukovodio naporima da se zaustavi poplava, spriječi izbijanje epidemija i zbrinu izbjeglice. 
Nakon što je predsjednik Coolidge najavio povlačenje iz Bijele kuće, Hoover je godine 1928. na republikanskoj izbornoj konvenciji glatko osvojio predsjedničku nominaciju. Demokratima je, uz podjele po pitanju prohibicije, problem predstavljala i katolička vjera njihovog kandidata Ala Smitha, zbog čega je Hoover na izborima dobio i anti-katoličke glasove tradicionalno demokratskog Juga. Ipak, najvažnije od svega bilo je izvrsno stanje američke ekonomije koja je tada bila na vrhuncu, što je Hooveru omogućilo jednu od najuvjerljivijih pobjeda u povijesti američkih predjedničkih izbora.
Hoover je pri dolasku u Bijelu kuću 1929. godine imao ambiciozne planove da nezaustavljivi rast američke ekonomije iskoristi u svrhu raznih socijalnih reformi kao i obračuna s organiziranim kriminalom, pri čemu je kao posebna meta određen Al Capone u Chicagu. Pri tome je Hoover hvalio da će SAD uskoro biti u stanju ukloniti i siromaštvo sa svojih ulica.
Samo nekoliko mjeseci kasnije taj je ambiciozni program propao s krahom njujorške burze i početkom Velike ekonomske krize. U početku je Hoover, u skladu s tada postojećim ekonomskim teorijama, vjerovao da je u pitanju ciklični poremećaj, te ga je nastojao riješiti organizirajući pregovore između vodećih tvrtki, sindikata, a sa što manje državne intervencije, koju je držao nespojivom s američkim načinom života i vrijednostima.
Međutim, godine 1930. su velika suša, kao i čvrsta monetaristička politika Federalnih rezervi izazvali deflaciju, a s njom i galopirajuću nezaposlenost. Hoover je, suočen s gubitkom prihoda, godine 1930. povećao poreze i carine, a dvije godine kasnije, nakon kraha većine banaka u svijetu i nastavka krize, uveo još veće poreze - dotada nezapamćene u povijesti SAD. Istovremeno je nezaposlenost nastavila rasti, uključujući i siromaštvo među sve većim dijelovima stanovništva. 
Iako je Hoover dio tako prikupljenih sredstava iskoristio kako bi započeo prvi federalni program naknade za nezaposlene, odnosno javne radove, vrlo brzo je postao jednim od najnepopularnijih predsjednika u povijesti SAD. To je iskoristio demokratski kandidat Franklin Delano Roosevelt i godine 1932. Hooveru na izborima nanio poraz - još spektakularniji od Hooverove pobjede četiri godine ranije. 
Hoovera su njegovi suvremenici držali jednim od najodgovornijih za doatada nezapamćenu ekonomsku katastrofu, i zbog toga je, između ostalog, Republikanska stranka morala čekati skoro dvadeset godina prije nego što bi njen kandidat mogao zakoračiti u Bijelu kuću. Moderni povjesničari, pak, drže da je zapravo Hoover započeo program oporavka kojeg će novi predsjednik Roosevelt pod nazivom New Deal pripisati sebi.
S druge strane Hoover je nakon napuštanja Bijele kuće postao jednim od najžešćih kritičara New Deala, smatrajući ga napadom na tradicionalne američke slobode te uvođenjem elemenata fašizma i socijalizma u američki način života. Međutim, 1938. godine Hoover se prilikom posjeta Europi sreo s Adolfom Hitlerom, koji je na njega ostavio snažan utisak. Dvije godine kasnije, nakon izbijanja drugog svjetskog rata i pada Francuske, na republikanskoj izbornoj konvenciji 1940. se zalagao za dobre odnose s nacističkom Njemačkom, držeći da je ona praktički dobila rat.
Usprkos tako loše prognoze, Hoover je godine 1947. ponovno dobio javnu službu kada ga je predsjednik Truman imenovao predsjednikom komisije za reformu federalne uprave. Godine 1953. će ga na isto mjesto postaviti i predsjednik Eisenhower. 
Hoover se, osim politikom, bavio i pisanjem knjiga, te tako, između ostalog, postao jedini predsjednik koji je ikada napisao biografiju drugog predsjednika (Wilsona). Na pisanju svoje posljednje knjige ga je zatekla i smrt kao jednog od najdugovječnijih američkih predsjednika.

## Vanjske poveznice
|  | Zajednički poslužitelj ima stranicu o temi Herbert Hoover    |
|  | Zajednički poslužitelj ima još gradiva o temi Herbert Hoover |

- Herbert Hoover Presidential Library
- Hoover Presidential Library Association
- Inaugural Address
- Audio clips of Hoover's speeches
- White House Biography  Arhivirana inačica izvorne stranice od 17. siječnja 2009. (Wayback Machine)
- American President.org Biography